# Анговил
Анговил (фр. Angoville) насеље је и општина у северној Француској у региону Доња Нормандија, у департману Калвадос која припада префектури Кан.
По подацима из 2011. године у општини је живело 34 становника, а густина насељености је износила 9,14 становника/km². Општина се простире на површини од 3,72 km². Налази се на средњој надморској висини од 220 метара (максималној 248 m, а минималној 173 m).

## Демографија
| 1962. | 1968. | 1975. | 1982. | 1990. | 1999. | 2011. |
| ----- | ----- | ----- | ----- | ----- | ----- | ----- |
| 38    | 51    | 45    | 40    | 29    | 30    | 34    |

График промене броја становника у току последњих година